# Brill (Wuppertal)

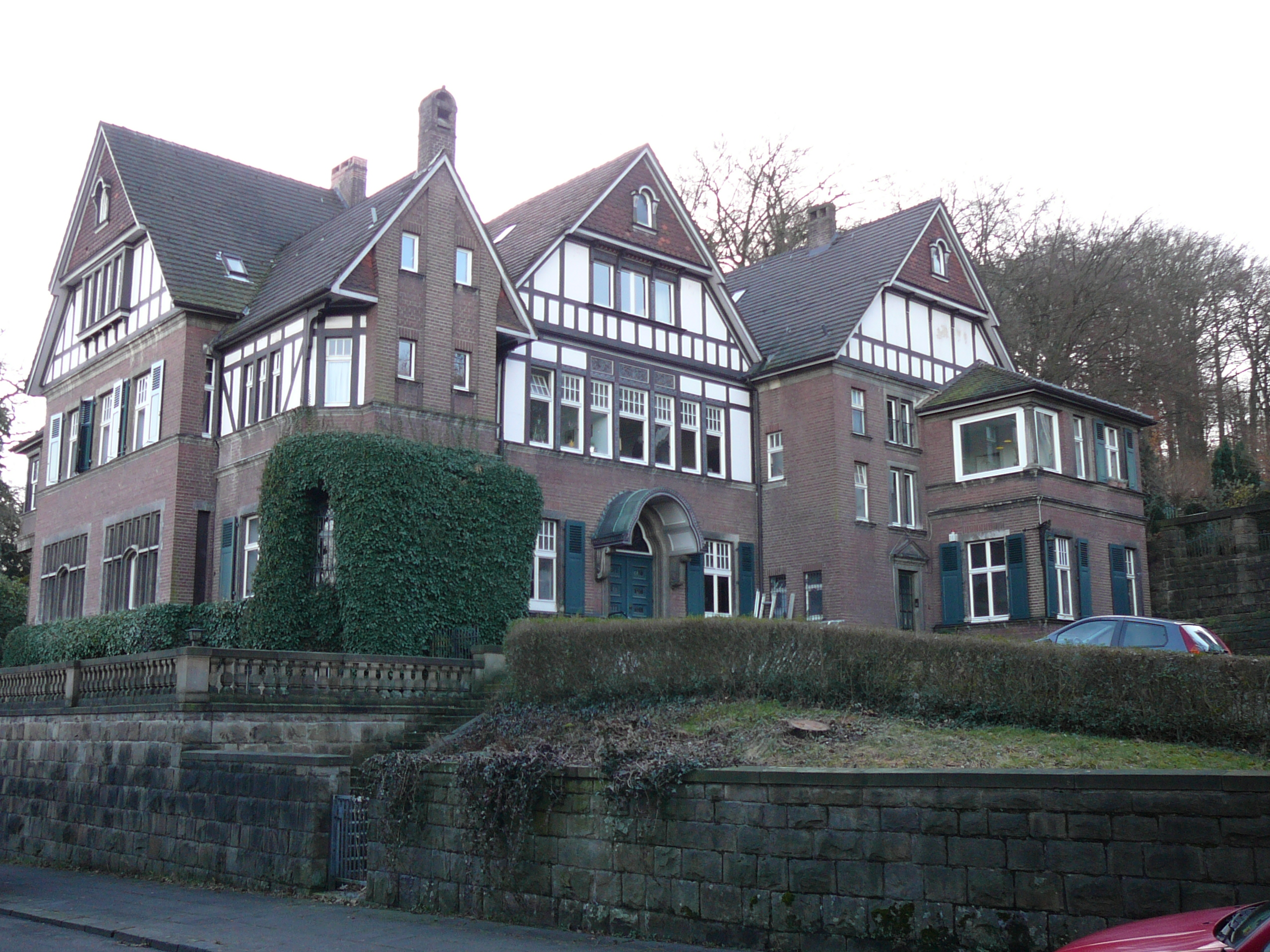
Schlossartige Villa in der Straße Am Buschhäuschen

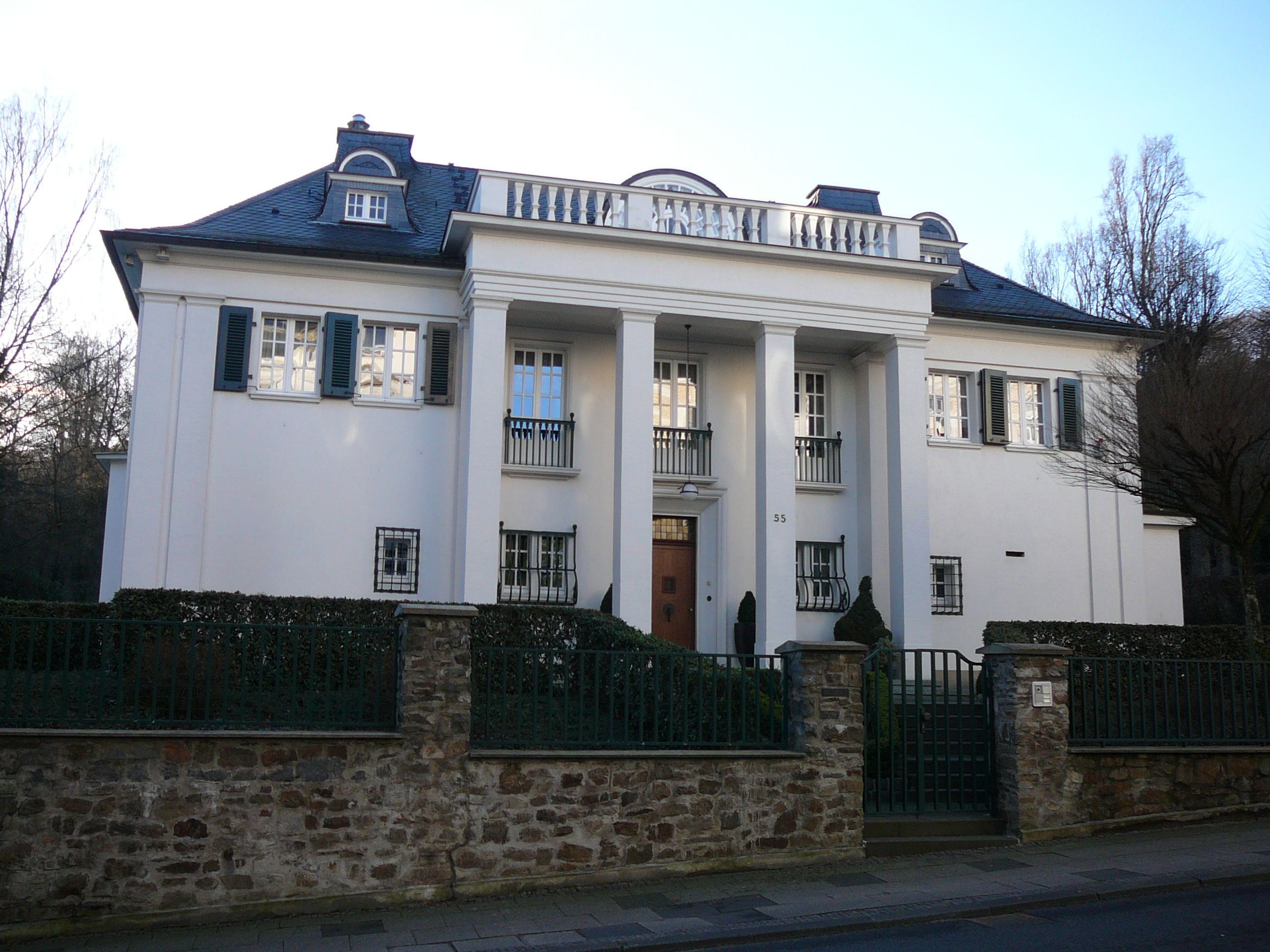
Villa an der Katernberger Straße

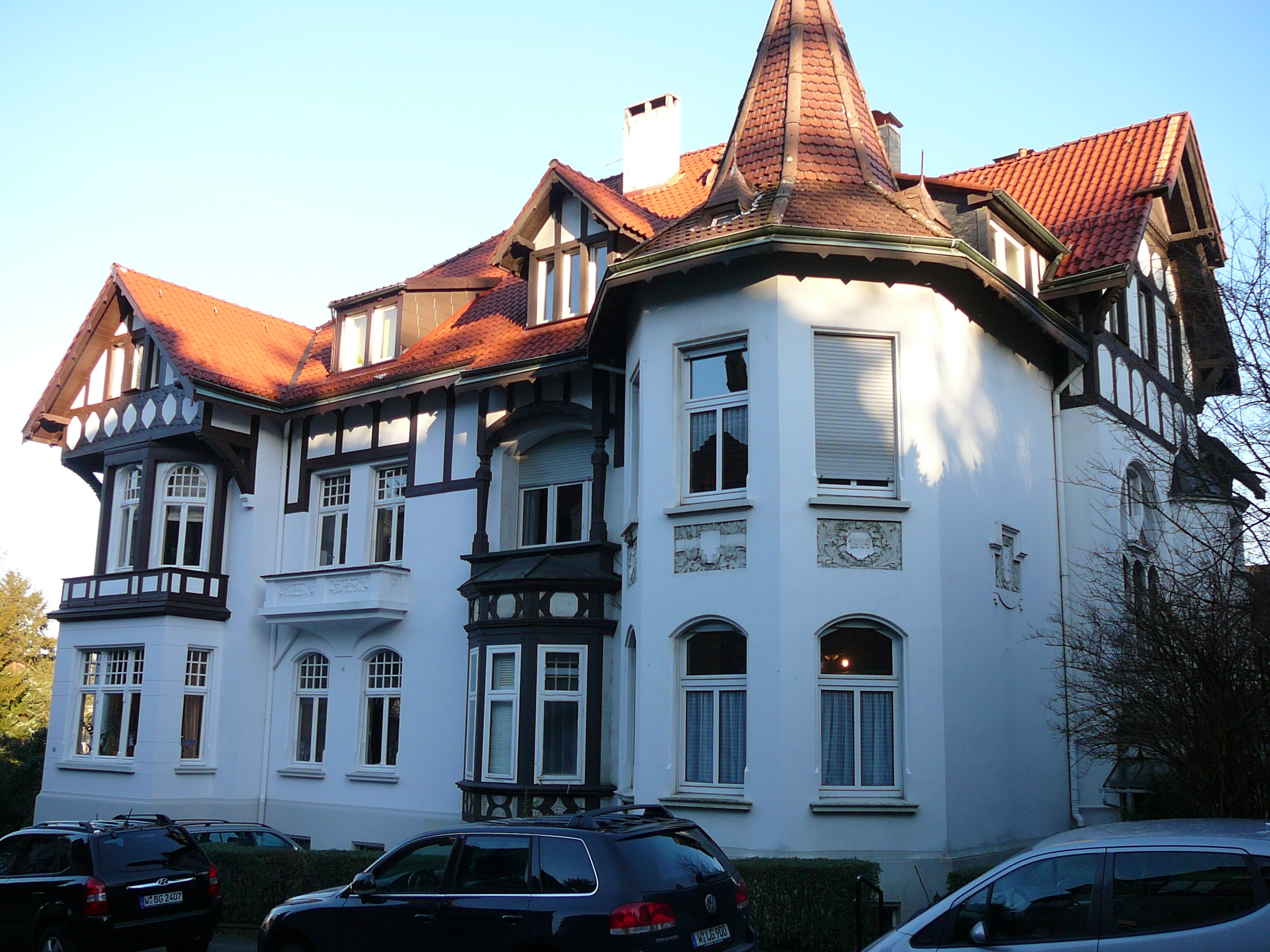
Villa an der Moltkestraße

Das Wuppertaler Stadtquartier Brill, meist Briller Viertel genannt, ist ein städtisch geprägter Stadtteil im Wuppertaler Stadtbezirk Elberfeld-West. Das Viertel befindet sich am östlichen Hang des innerstädtischen Nützenbergs am rechten Unterlauf des Briller Bachs, dem heute die Briller Straße als östliche Grenze des Quartiers zur Elberfelder Nordstadt mit dem „Ölberg“ folgt.
Zu dem Wohnquartier zählen die Ortslagen und Wohnplätze Am Brill, Brillerhöhe, Buschhäuschen, Hackland, Ottenbruch, Am Schaffstal und Schörren.
Der von der Denkmalschutzbehörde als „Briller Viertel“ ausgewiesene Südteil bildet eines der größten gründerzeitlichen Villengebiete Deutschlands. Die Stadt Wuppertal plant, die mehr als 245 denkmalgeschützten Häuser des Viertels zu einem gemeinsamen Denkmalbereich zusammenzufassen.
Im Gebiet Brills wurden unter anderem Else Lasker-Schüler und Hans Knappertsbusch geboren.

## Geschichte
Das Briller Viertel wurde zwischen dem späten neunzehnten und beginnenden zwanzigsten Jahrhundert als ein großbürgerliches Wohnquartier der damals selbständigen Stadt Elberfeld angelegt. Der enge Talraum der Wupper war in diesem Bereich in mehreren Stufen seit dem 18. Jahrhundert besiedelt worden. Diese Entwicklung ging von der expandierenden Stadt Elberfeld aus, die seit dem frühen 18. Jahrhundert zu einem europäischen Zentrum von Textilproduktion und -handel geworden war. Infolge des anhaltenden Booms dieses Gewerbes war die Talsohle im späten 19. Jahrhundert von zahlreichen Textil- und chemischen Fabriken sowie Arbeiterunterkünften geprägt. Hatten die Fabrikanten in der Frühindustrialisierung ihre repräsentativen Villen noch meist direkt neben ihrem Betrieb errichtet, so machten nun die räumliche Enge der Talsohle, die Industrieabgase der Fabriken sowie die gestiegenen Komfortansprüche der Fabrikantenschaft, die inzwischen ein großbürgerliches Selbstbewusstsein entwickelt hatte, die Anlage eines Villenviertels erforderlich. Das Quartier wurde bewusst am östlichen Hang des Nützenberges platziert, da man sich hier sowohl in der Nähe einer großen Grünanlage (Nützenbergpark) samt Aussichtsturm (Weyerbuschturm) als auch im Schatten des Westwindes befand, der die Industrieabgase der großen chemischen Fabriken (u. a. Bayerwerk) transportierte.
Die Anlage der Straßen entspricht den damals gängigen Gestaltungsideen: Krümmungen im Straßenverlauf werden, wo es die Topographie erlaubt, vermieden. Die Straßen bilden lange schnurgerade Achsen, die oft weite Durchblicke erlauben, und kreuzen sich häufig im rechten Winkel. Zentrale Plätze, oft mit Denkmälern und gärtnerischer Gestaltung hervorgehoben, befinden sich an solchen Kreuzungen. Der geometrisch-axiale Straßengrundriss geht auf das bewegte Relief des Geländes nicht ein, weshalb die zentrale Erschließungsachse der Hangpartie (Sadowastraße) extreme Steigungen aufweist. Die Bebauung des Viertels besteht sowohl aus freistehenden Villen als auch aus Zeilenwohnhäusern. Vorherrschende Stilrichtungen sind in der frühen Phase Spät- und Neuklassizismus.
Für die mittlere Bauphase bis etwa 1905 dominieren eklektizistische Stilrichtungen, die Elemente der Neugotik, der Neurenaissance und des Neubarocks verwenden und bisweilen miteinander kombinieren. Seit 1900 tauchen immer häufiger Ornamentik des Jugendstil auf, der in reiner Form hier aber kaum Anklang fand. Seit 1910 werden viele Villen im bergischen Heimatstil errichtet, der in dieser Zeit im gesamten bergischen Raum besonders im Villenbau und bei öffentlichen und sakralen Bauten beliebt wurde. Hierbei wird die bekannte spätbarocke bergische Bauweise
(verschieferte Fassaden, weiße Fenstergewände und aufwändige weiße Holzschnitzelemente, Schweifgiebel sowie grüne Fensterläden) zeitgemäß interpretiert. Oft werden die unteren Geschosse gegenüber Giebel- und Dachlandschaft sehr sachlich und zurückhaltend gestaltet. Wenige Bauten im Briller Viertel entstanden noch in den zwanziger und dreißiger Jahren, da das Quartier bald vollständig ausgebaut war.
In der Nachkriegszeit wurden vereinzelt größere Grundstücke geteilt und auf ihnen neue Gebäude errichtet. Ihre Architektur ist zwar fast durchweg qualitätvoll, nimmt aber kaum Bezug zu den älteren freistehenden Villen auf. Der Trend der Grundstücksteilung und baulichen Verdichtung des Viertels dauert bis heute an und ist bei Anwohnern teilweise heftig umstritten. Die riesigen denkmalgeschützten Villen verursachen hohe Kosten für die Eigentümer, worin vielleicht eine der Ursachen für die Parzellierung der großen Gärten zu sehen ist. Das Viertel ist allerdings aufgrund seines gehobenen Charakters in Wuppertal äußerst beliebt.

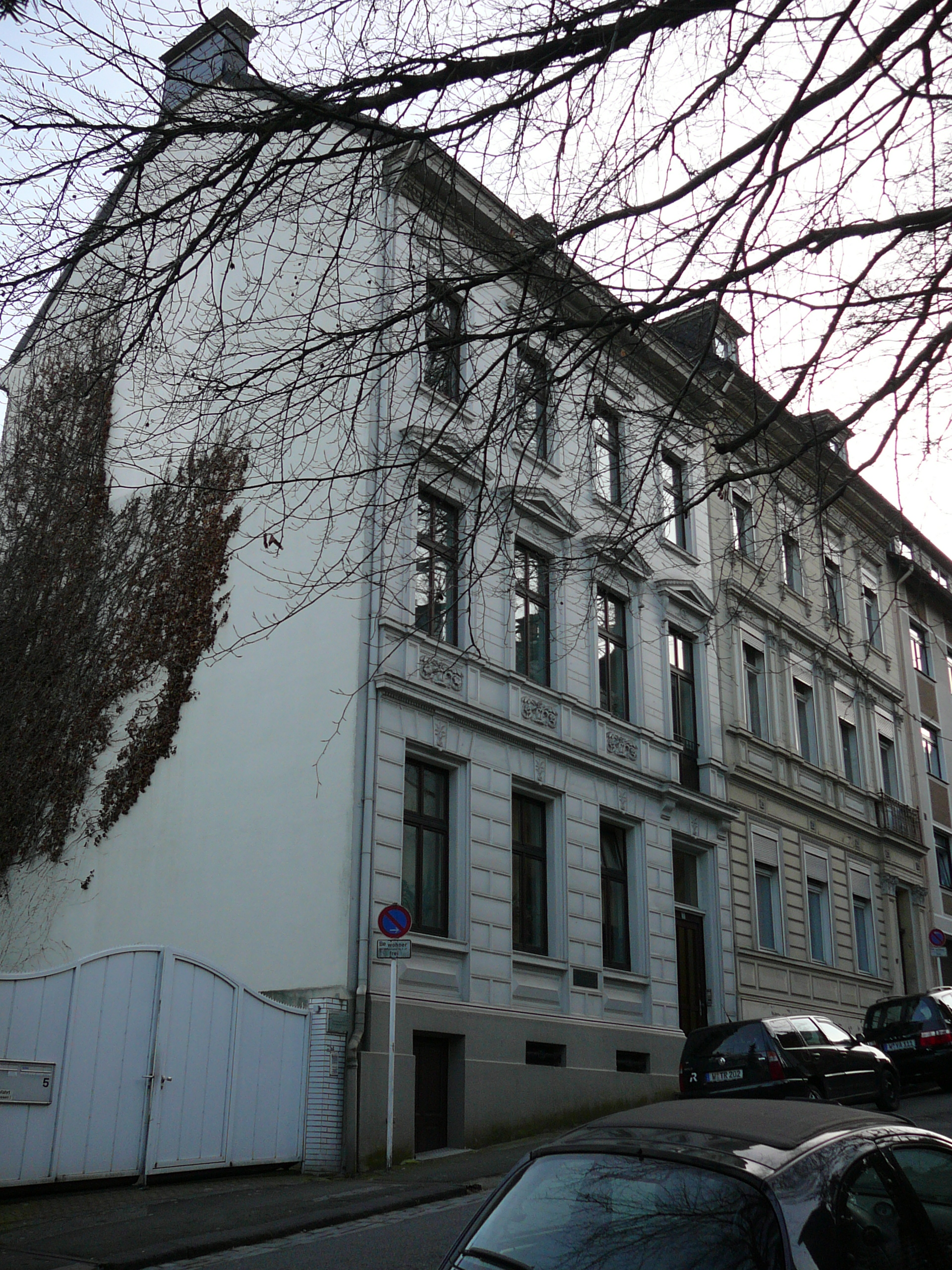
Haus in der Sadowastraße, in dem Else Lasker-Schüler aufgewachsen ist
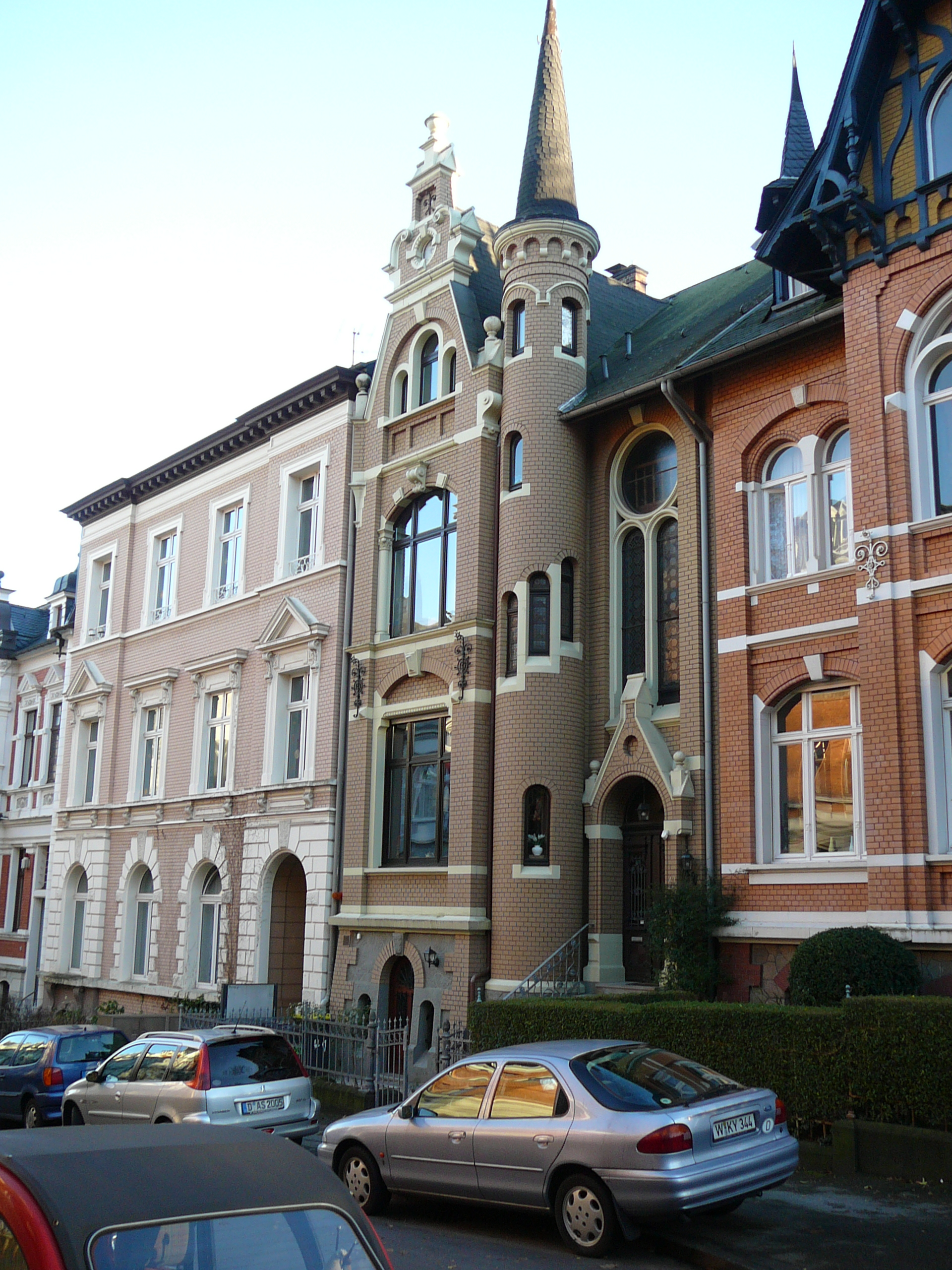
Häuser in der Roonstraße, u. a. Roonstraße 41
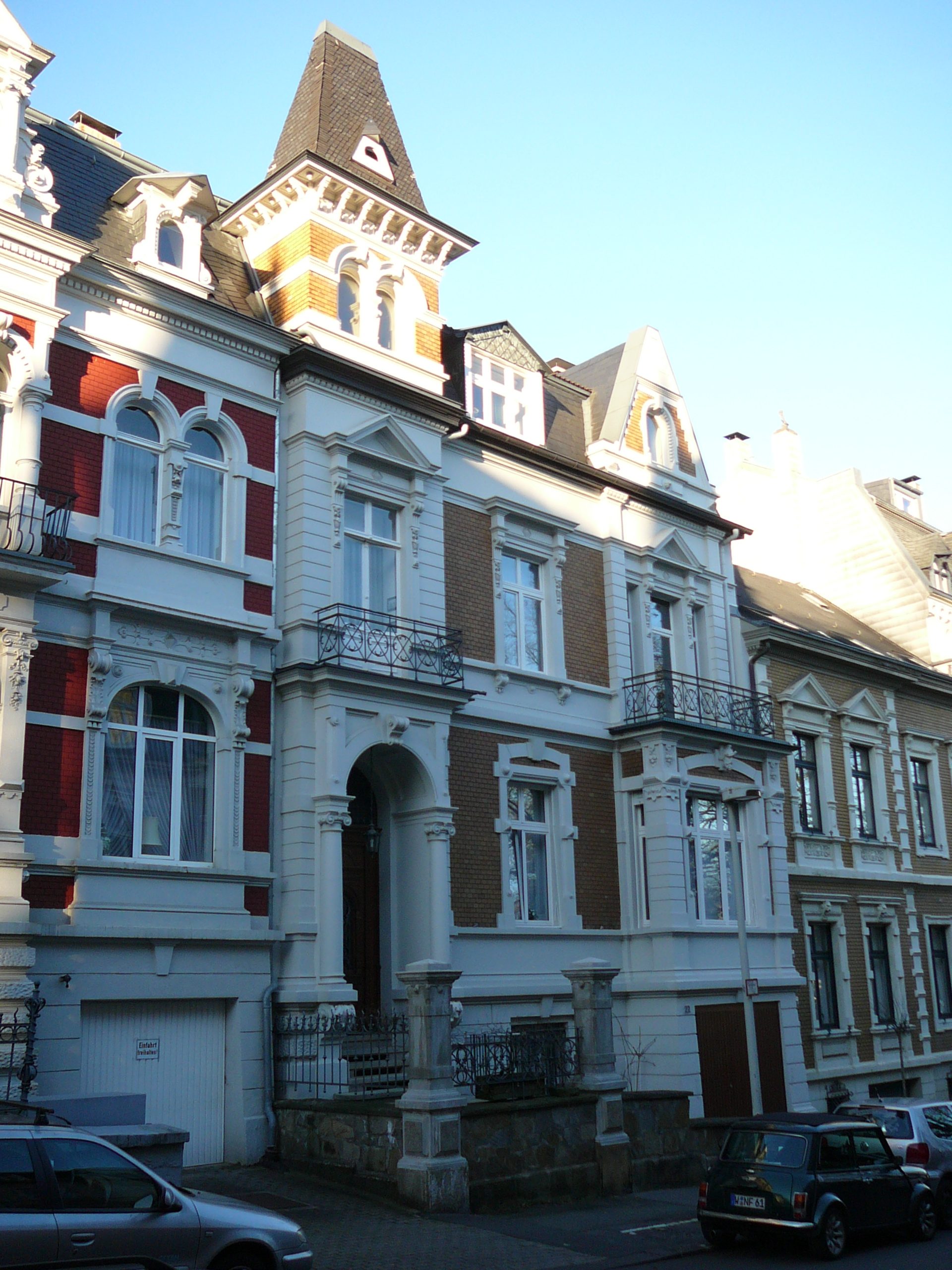
Haus in der Roonstraße
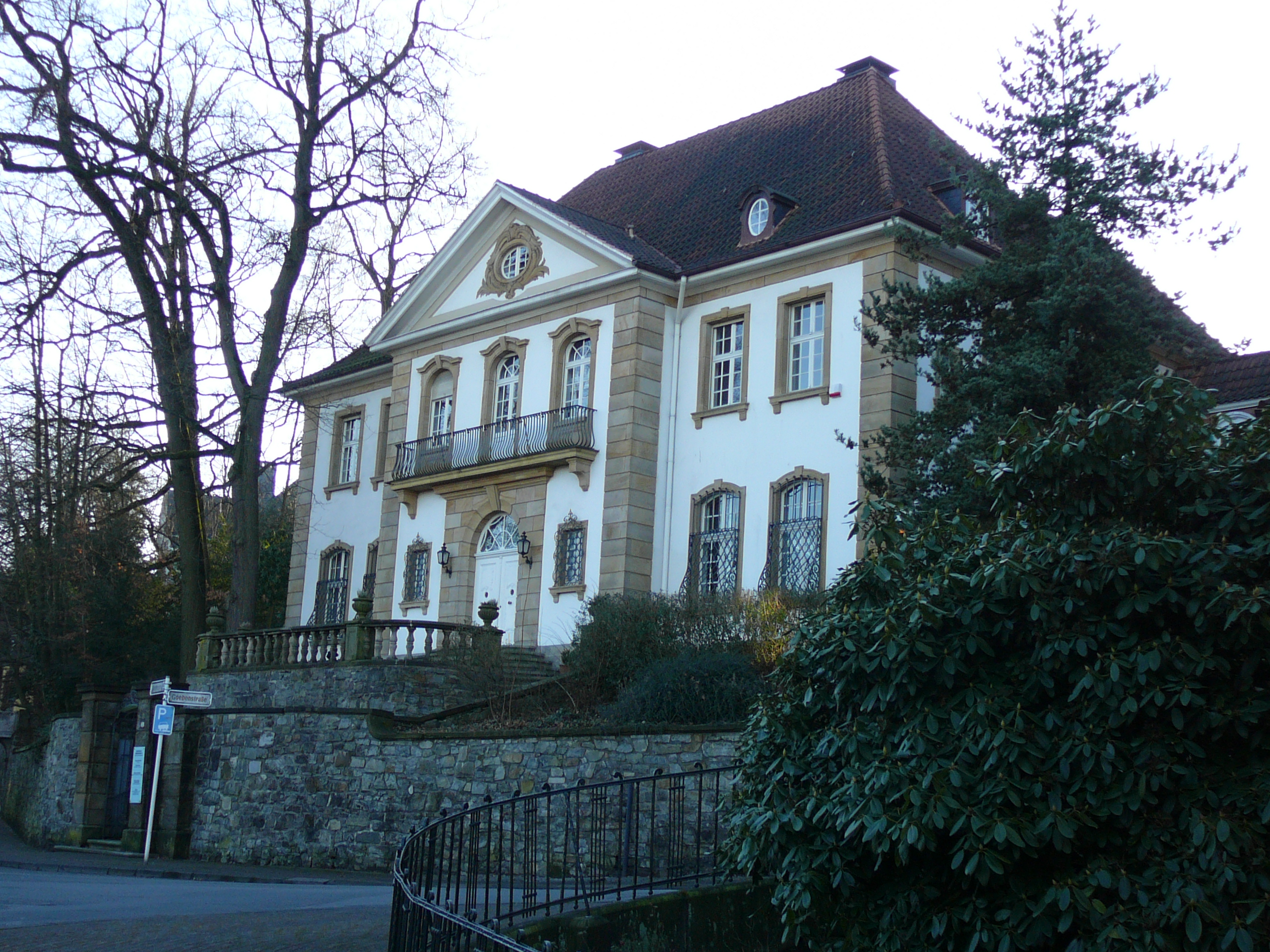
Villa an der Moltkestraße
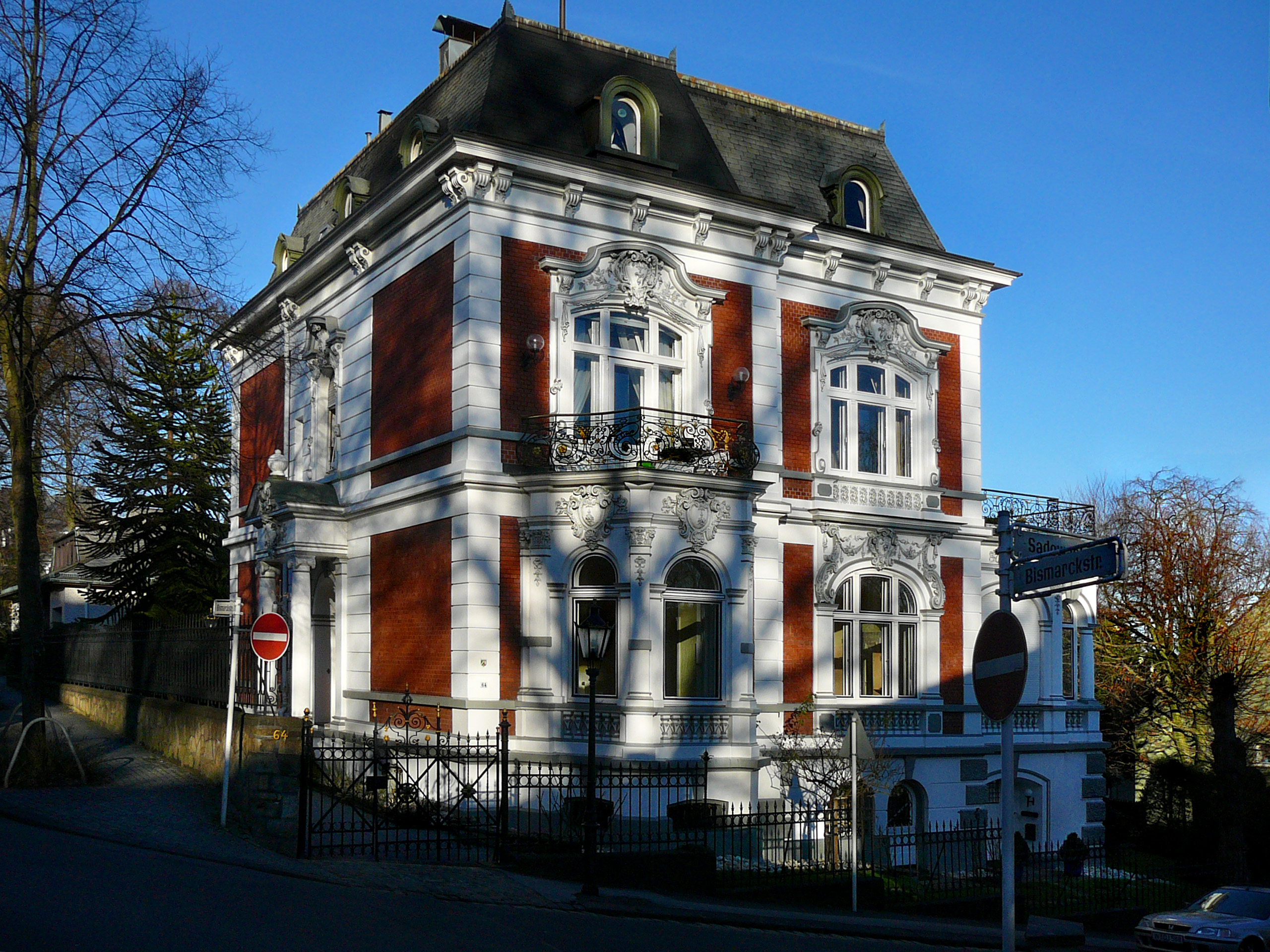
Villa an der Sadowastraße
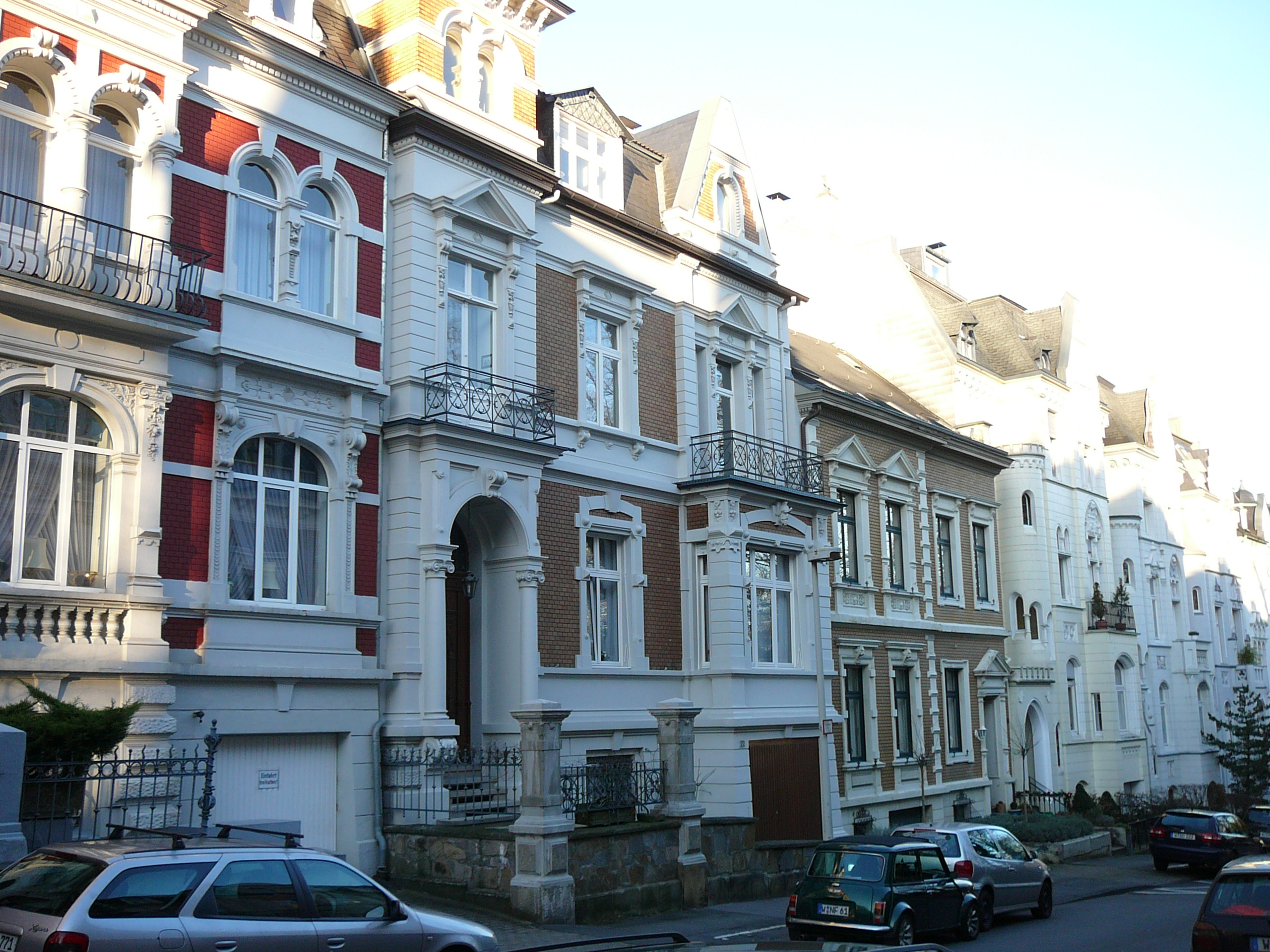
Straßenzug an der Roonstraße
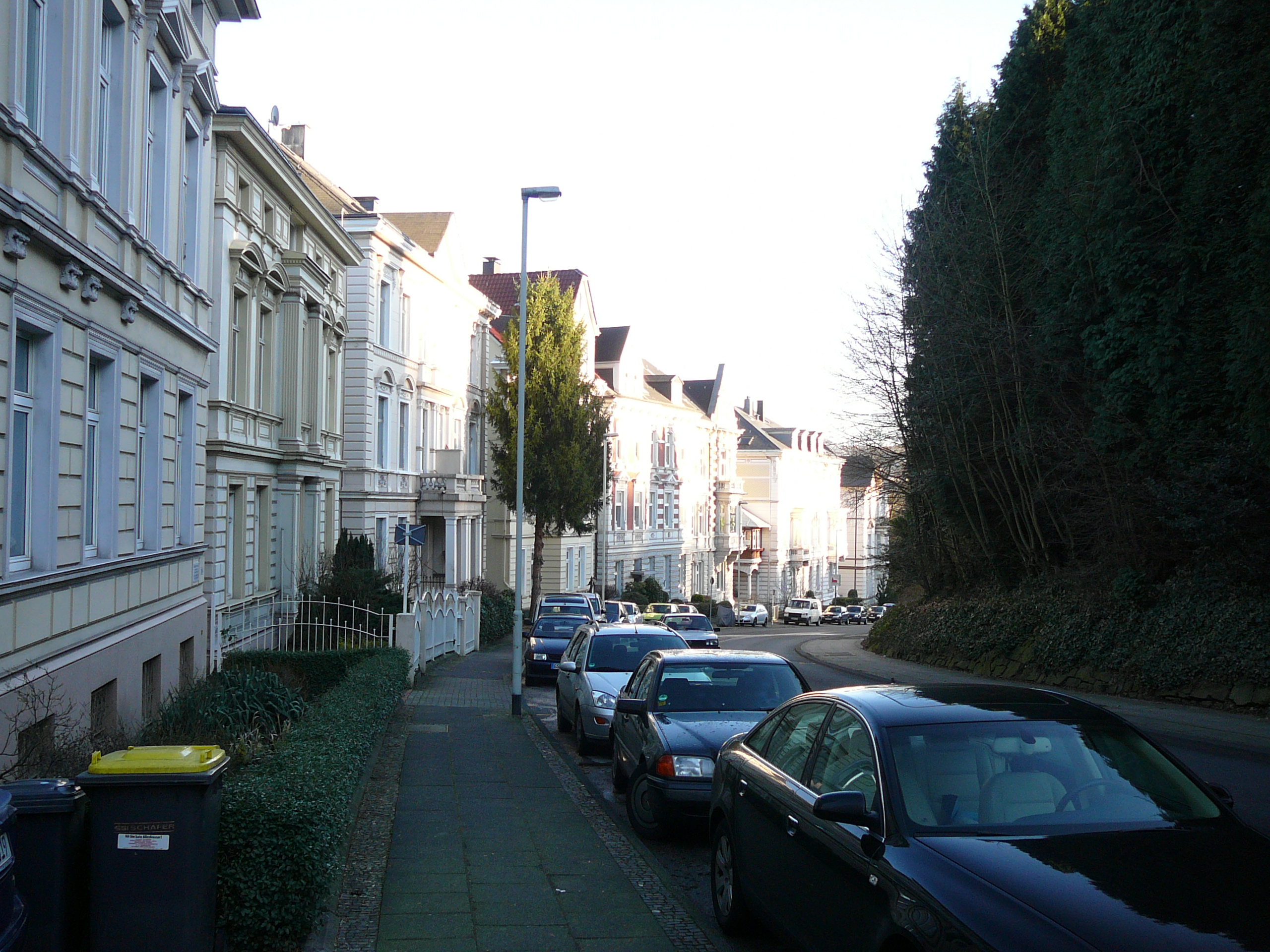
Straßenzug an der Katernberger Straße
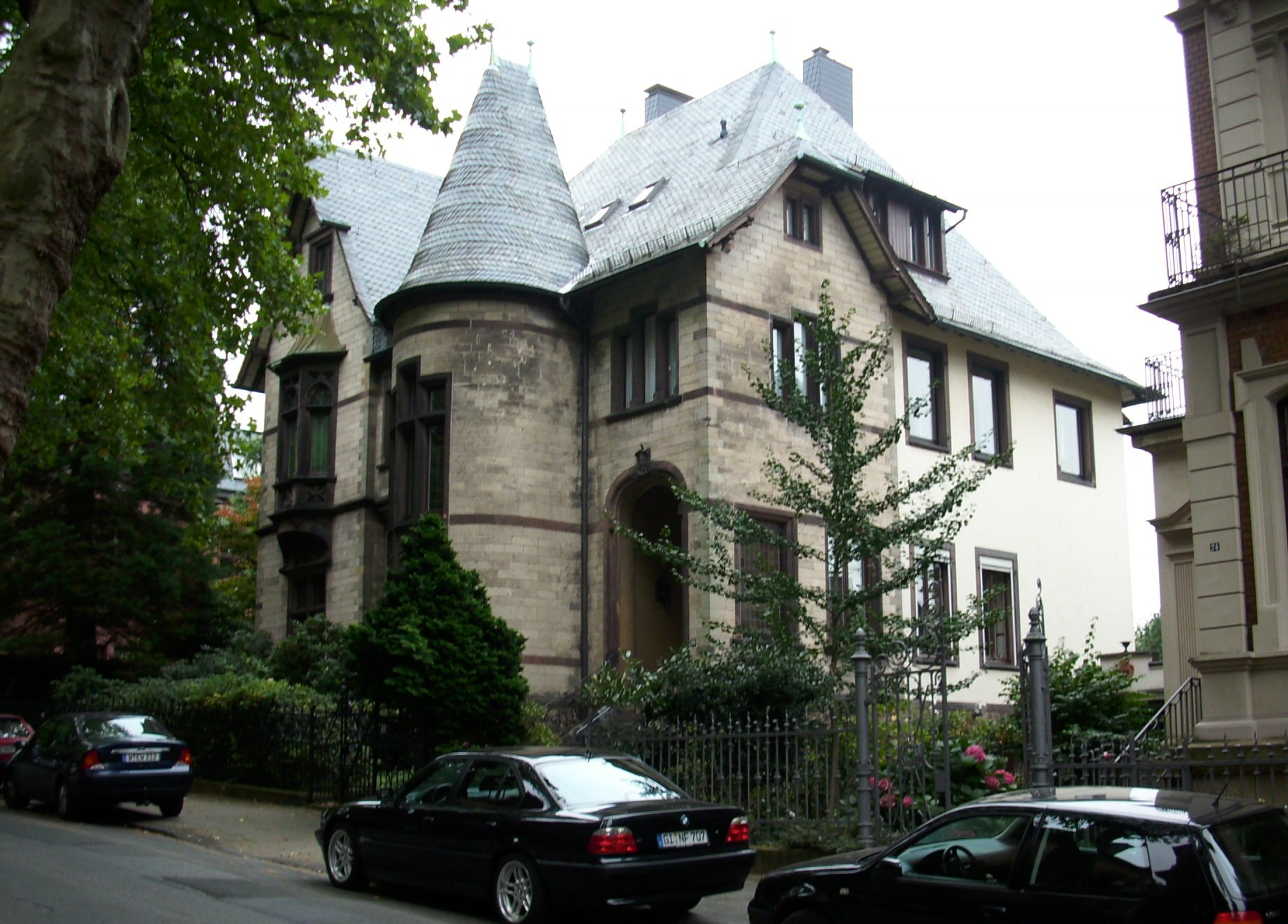
Villa in der Viktoriastraße
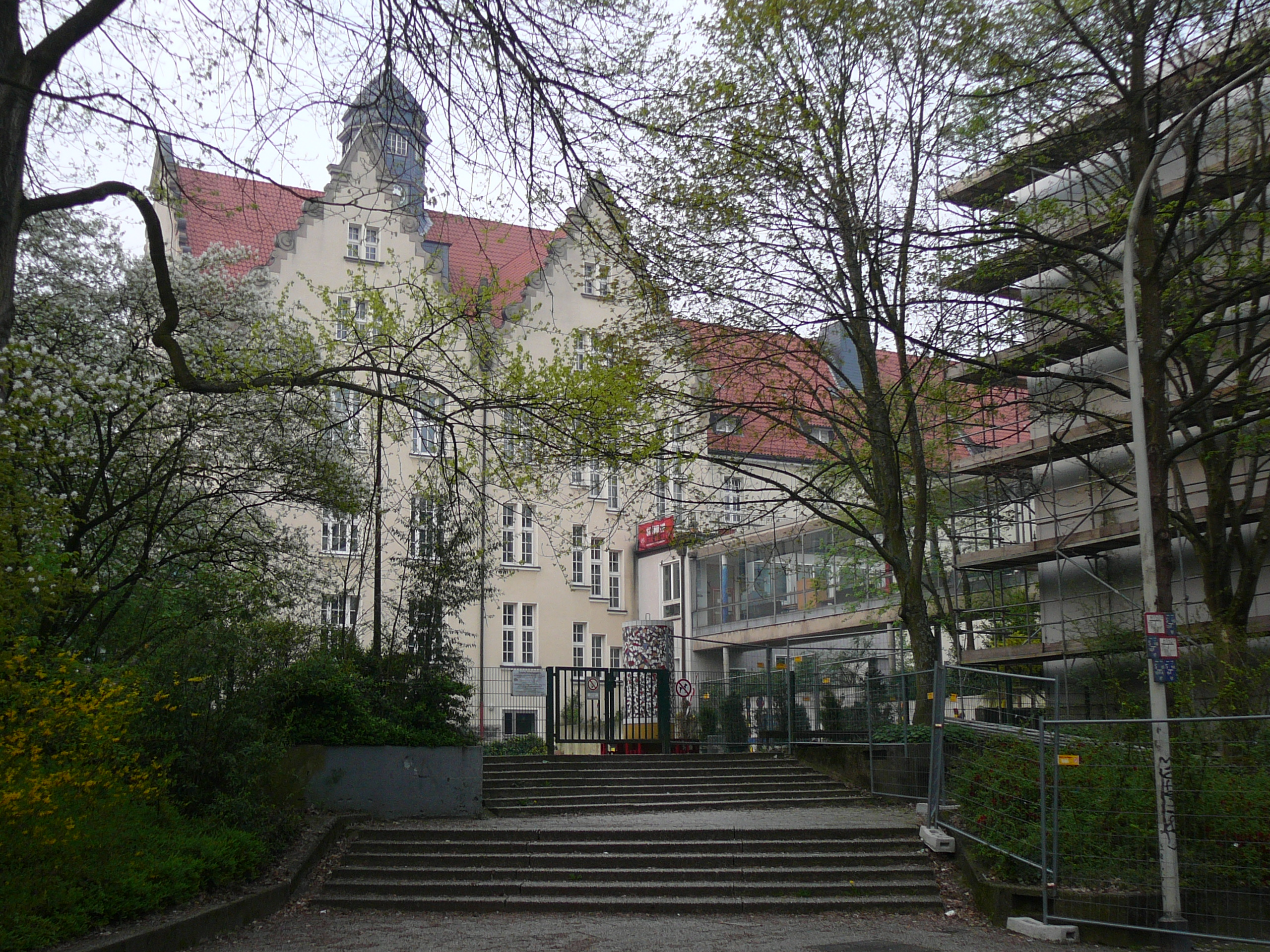
Gymnasium Bayreuther Straße